# Помиє
Помиє (пол. Pomyje, нім. Pommey) — село в Польщі, у гміні Пельплін Тчевського повіту Поморського воєводства.
Населення — 310 осіб (2011).
У 1975-1998 роках село належало до Гданського воєводства.

## Демографія
Демографічна структура станом на 31 березня 2011 року:
|          | Загалом | Допрацездатний вік | Працездатний вік | Постпрацездатний вік |
| -------- | ------- | ------------------ | ---------------- | -------------------- |
| Чоловіки | 158     | 42                 | 107              | 9                    |
| Жінки    | 152     | 41                 | 87               | 24                   |
| Разом    | 310     | 83                 | 194              | 33                   |